# Jonatan Berg
Jonatan Berg (* 9. Juni 1985 in Torsby) ist ein ehemaliger schwedischer Fußballspieler. Der frühere Mittelfeldspieler ist Bruder von Marcus Berg, der 2007 Torschützenkönig der Allsvenskan wurde.

## Werdegang
Berg begann mit dem Fußballspielen bei IFK Velen. Über Torsby IF kam er 2002 zu IFK Göteborg. 2005 debütierte er in der Allsvenskan und kam im Laufe der Spielzeit neunmal als Einwechselspieler zum Einsatz. Nachdem er sich auch zu Beginn der zweiten Saison nicht durchsetzen konnte, wurde er an den Lokalrivalen GAIS verliehen. Dort bestritt er bis auf ein Spiel alle seine Einsätze von Anfang an. Am Ende der Saison kehrte er zurück, in der folgenden Spielzeit gelang ihm allerdings erneut nicht der Durchbruch. Daher wurde er im Sommer an den Ligakonkurrenten Trelleborgs FF verliehen. Nach seiner abermaligen Rückkehr zu IFK Göteborg konnte er sich zunächst in die Mannschaft spielen und bestritt in der Spielzeit 2008 acht der ersten zehn Saisonspiele – bei sieben Spielen stand er in der Startelf. Anschließend wurde er jedoch vom Trainerduo Jonas Olsson und Stefan Rehn kaum noch berücksichtigt. Daher sah er sich nach einem neuen Verein um und absolvierte Probetrainings beim LASK und bei der LB Châteauroux.
Im Januar 2009 unterschrieb Berg einen Vertrag bei Gefle IF. Da sein Kontrakt in Göteborg Ende 2008 ausgelaufen war, konnte er ablösefrei wechseln. Bei seinem neuen Arbeitgeber, bei dem er die Rückennummer „23“ erhielt, etablierte er sich zu Saisonbeginn unter dem Trainerduo Per Olsson und Urban Hammar als Stammkraft im Mittelfeld und bestritt letztlich 21 der 30 Saisonspiele. Auch Anfang der nächsten Spielzeit war er in zehn Spielen Stammkraft; im Sommer meldete der italienische Klub Taranto Sport Interesse an einer Verpflichtung an. Im Juli unterschrieb Berg beim Drittligisten, der mit Thomas Magnusson einen weiteren Schweden unter Vertrag hatte, einen Zweijahreskontrakt mit Option auf Verlängerung.
Im Januar 2012 wechselte Berg zum Zweitligaaufsteiger Varbergs BoIS in die Superettan, bei dem er einen bis zum Saisonende gültigen Ein-Jahres-Vertrag unterzeichnete. Mit dem Neuling hielt er an der Seite von Joakim Sjöhage, Jonas Lindberg, Gabriel Altemark-Vanneryr und Patrik Larsson als Tabellenelfter die Klasse, sein Vertrag wurde jedoch nicht verlängert. Nachdem er anschließend ohne Verein war, überzeugte er Anfang März im Probetraining beim Drittligisten IK Sirius, wo er von Trainer Kim Bergstrand insbesondere für seine Erfahrung und sein Spielverständnis gelobt wurde und einen Zwei-Jahres-Vertrag unterzeichnete. Mit dem Klub stieg er 2013 in die Superettan auf und verlängerte im November 2014 seinen auslaufenden Vertrag um eine weitere Spielzeit. In der Spielzeit 2015 erreichte er mit der Mannschaft als Tabellendritter die Relegationsspiele zur Allsvenskan. Dabei kam er in 14 Saisonspielen zum Einsatz, sein letztes reguläres Ligaspiel beim 3:2-Auswärtserfolg bei GAIS krönte er mit dem Treffer zur 1:0-Führung. In den Aufstiegsspielen gegen Falkenbergs FF verpasste die Mannschaft nach einem 1:1-Auswärtsunentschieden und einem 2:2-Remis im Rückspiel aufgrund der Auswärtstorregel den Aufstieg. Berg war dabei als Einwechselspieler in der ersten Partie zu einem Kurzeinsatz gekommen.
Nach dem Saisonende 2015 verkündete Berg sein Karriereende, um sich einem zivilen Beruf widmen und der Nachwuchsarbeit von IK Sirius unterstützen zu können. Im Herbst 2020 begann er seine Trainerausbildung in einem Intensivlehrgang des Svenska Fotbollförbundet für langjährige Spieler, in dem er an der Seite von Spielern wie unter anderem Andreas Isaksson, Johan Elmander, Stefan Ishizaki, Tomas Antonelius oder der vormaligen deutschen Nationalspielerin Anja Mittag die höchste Trainerlizenz der UEFA (UEFA Pro-Level) anstrebte.